# Stelia Aerospace
 (novembre 2022).
Stelia Aerospace, aussi écrit STELIA Aerospace, est une société aérospatiale dont le siège est à Rochefort, en Nouvelle-Aquitaine, France. Elle est spécialisée dans la conception et la fabrication d'aérostructures, de sièges pilotes et de sièges passagers haut de gamme, principalement destinés au secteur de l'aviation commerciale.
Stelia Aerospace est née le 1er janvier 2015 de la fusion de deux unités d'Airbus : Aerolia et SOGERMA. La société est une filiale à 100 % d'Airbus. Elle est fusionnée dans Airbus Atlantic le 1er janvier 2022.

## Historique
Stelia Aerospace trouve ses origines dans la fusion de deux sociétés, SOGERMA et Aerolia. SOGERMA (Société girondine d'entretien et de réparation de matériel aéronautique) est une société française fondée en 1924 au début de l'aviation.
Avant sa restructuration en 2006, la société s'est largement concentrée sur la maintenance, la réparation et la révision (MRO),, mais a ensuite concentré ses ressources vers ses aérostructures spécialisées et la fabrication de sièges.
AEROLIA SA a été créée le 1er janvier 2009 en tant que scission des activités aérostructures d'Airbus France,. Il s'agit des sites industriels de Méaulte et de Saint-Nazaire, ainsi que d'un bureau d'études à Toulouse.[réf. nécessaire]
En 2007, la direction d'EADS a décidé de répondre à l'affaiblissement du dollar américain et aux investissements importants requis pour les programmes Airbus A380 et A350 XWB par une restructuration afin de rationaliser, de céder plusieurs activités non essentielles et de réduire les coûts,. 
Le périodique aérospatial Flight International a comparé cette décision à la récente scission de Boeing, Spirit AeroSystems.
Le 1er janvier 2015, Stelia Aerospace est née de la fusion d'Aerolia et de Sogerma. À l'époque, Stelia Aerospace employait environ 6 100 personnes sur 11 sites différents, et les deux entreprises fusionnées étaient considérées comme « complémentaires ». Les contrats précédemment engagés par les deux entreprises ont été transférés à la nouvelle entité, notamment ceux relatifs aux travaux d'aménagement des avions de ligne Airbus.
En mars 2017, Stelia Aerospace a inauguré sa nouvelle usine aéronautique à Méaulte, dans le Nord de la France ; cette installation, qui gère la production des fuselages avant des avions de ligne Airbus et du fuselage central des avions d'affaires de la série Global 7500 de Bombardier Aéronautique, avait nécessité un investissement de 70 millions d'euros. En février 2018, Stelia Aerospace a présenté un panneau de fuselage métallique fabriqué à l'aide de techniques d'impression 3D,. La même année, la société acquiert une participation majoritaire dans le spécialiste toulousain de la modélisation numérique Portalliance Engineering.
En octobre 2019, Stelia Aerospace annonce son intention de construire une nouvelle usine d'assemblage au Portugal pour un coût de 40 millions d'euros. 
En février 2020, l'entreprise démarre un partenariat de trois ans avec Bombardier pour le programme de recherche AILE (Aile Intelligente et Légère pour l'Environnement).
Depuis le 1er janvier 2022, les sites de Stelia Aerospace dans le monde ont été regroupés avec d'autres sites d'Airbus à Bouguenais et Montoir-de-Bretagne sous la nouvelle filiale d'Airbus, Airbus Atlantic.

## Activités commerciales
Stelia Aerospace a trois secteurs d'activité principaux dans l'industrie légère :
- Aérostructures
- Sièges d'avion en classe Premium (First, Business, Premium Economy)
- Sièges pilotes

Stelia Aerospace fabrique également des intérieurs d'avions.

### Aérostructures

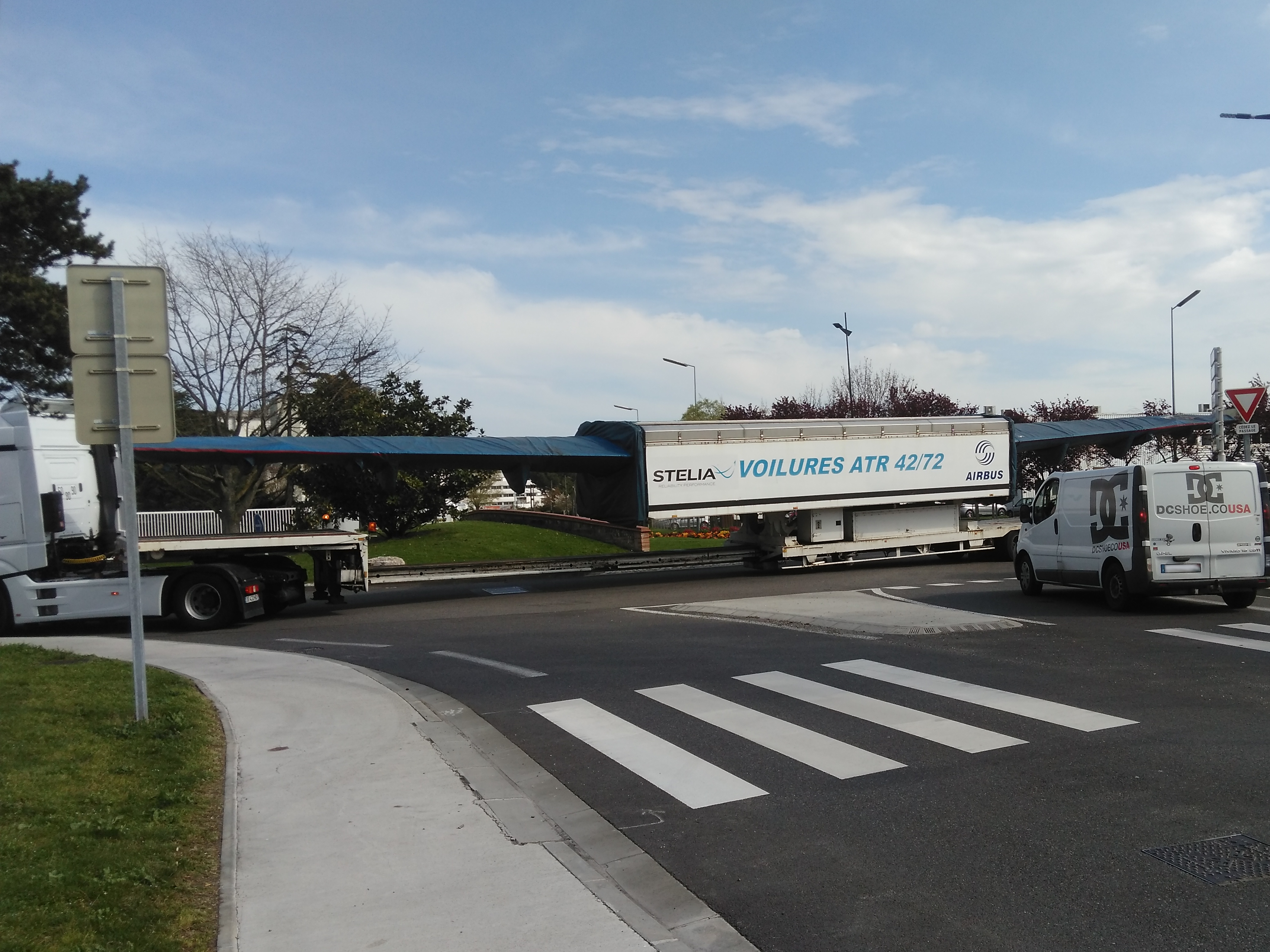
Ailes d'un ATR en cours de livraison à la chaîne d'assemblage final à Toulouse.

Stelia Aerospace conçoit et fabrique des sections de fuselage d'avions entièrement équipées du nez à l'arrière, des ailes et des ensembles de travaux spéciaux tels que la baie de train principal, la porte de rampe A400M et la poutre de queue d'hélicoptère.[réf. nécessaire]
Une partie importante de l'activité de l'entreprise est la conception et la fabrication d'aérostructures, y compris des pièces détaillées complexes comprenant à la fois des matériaux composites et métalliques. STELIA Aerospace affirme être l'une des rares sociétés capables de fournir une section entièrement équipée (section de fuselage métallique et/ou composite, avec tous les tubes et systèmes de câblage intégrés), développant le concept « plug and fly ».[réf. nécessaire] On peut citer, parmi ces exemples :
- Les ailes de la famille ATR, entièrement équipées et testées jusqu'aux bancs d'essais finaux[23].
- Section centrale du grand biréacteur d'affaires Bombardier Global 7500/8000[24].
- Diverses sections de l'Airbus A220, telles que le cockpit et le fuselage arrière[25].
- Des éléments de l'Airbus BelugaXL, y compris le nez, la porte de soute et la partie supérieure du fuselage avec des systèmes pré-intégrés (électrique, hydraulique, climatisation, oxygène, etc.)[26].

## Emplacements
Stelia Aerospace est une entreprise mondiale avec 11 installations industrielles et bureaux de soutien dans le monde :
| Emplacement                | Pays / Région       | Type d'installation | Remarques                                               |
| -------------------------- | ------------------- | ------------------- | ------------------------------------------------------- |
| Toulouse                   | France              | Industriel          | Fonctions du siège et ingénierie de base                |
| Méaulte                    | France              | Industriel          | Assemblage de nez et grand composite                    |
| Rochefort                  | France              | Industriel          | Assemblage de section et sièges                         |
| Saint Nazaire              | France              | Industriel          | Pièces détaillées                                       |
| Mérignac                   | France              | Industriel          | Ailes                                                   |
| Salaunes                   | France              | Industriel          | Pièces détaillées composites                            |
| M Ghira                    | Tunisie             | Industriel          | Pièces détaillées et assemblage                         |
| Casablanca                 | Maroc               | Industriel          | Pièces détaillées composites et assemblage              |
| Lunenburg, Nouvelle-Écosse | Canada              | Industriel          | Pièces détaillées composites                            |
| Mirabel, Québec            | Canada              | Industriel          | Assemblage de sections                                  |
| Hambourg                   | Allemagne           | Bureau de soutien   | Support des lignes d'assemblage final d'Airbus          |
| Bangkok                    | Thaïlande           | Bureau de soutien   | Bureaux commerciaux                                     |
| Seattle                    | Etats-Unis          | Bureau de soutien   | Bureaux commerciaux                                     |
| Los Angeles                | Etats-Unis          | Bureau de soutien   | Bureaux commerciaux                                     |
| Miami                      | Etats-Unis          | Bureau de soutien   | Bureaux commerciaux et soutien aux compagnies aériennes |
| Emirats Arabes Unis        | Emirats Arabes Unis | Bureau de soutien   | Assistance aux compagnies aériennes                     |
| Singapour                  | Singapour           | Bureau de soutien   | Assistance aux compagnies aériennes                     |
| Pékin                      | Chine               | Bureau de soutien   | Assistance aux compagnies aériennes                     |